# Rocky Balboa (pel·lícula)
|  | Aquest article tracta sobre la pel·lícula. Si cerqueu el personatge homònim, vegeu «Rocky Balboa». |

Rocky Balboa és una pel·lícula nord-americana de drama esportiu del 2006 escrita, dirigida i protagonitzada per Sylvester Stallone. La pel·lícula, que compta amb Stallone com a boxejador Rocky Balboa, és la seqüela de la pel·lícula de 1990 Rocky V, i la sisena entrega de la sèrie de pel·lícules de Rocky que va començar amb l'oscaritzada Rocky trenta anys abans, el 1976. La pel·lícula retrata un Balboa envellit a la jubilació, un vidu que viu a Filadèlfia que té un restaurant italià anomenat "Adrian's", el nom de la seva difunta esposa.
Segons Stallone, va ser "negligent" en la producció de Rocky V, deixant a ell i a molts dels fans decebuts amb el presumpte final de la sèrie. Stallone també va esmentar que la història de Rocky Balboa és paral·lela a les seves pròpies lluites i triomfs dels darrers temps. A més de Stallone, la pel·lícula és protagonitzada per Burt Young com a Paulie, el cunyat de Rocky, i el boxejador de la vida real Antonio Tarver és Mason "The Line" Dixon, el campió de la divisió dels pesos pesats de la pel·lícula. El promotor de boxa, Lou DiBella, s'interpreta a la pel·lícula i actua com a promotor de Dixon. Milo Ventimiglia interpreta el fill de Rocky, Robert, ara adult. També inclou el retorn de dos personatges menors de la pel·lícula original que ara tenen papers més importants, i que són Marie, la jove que Rocky intenta allunyar dels problemes en la seva joventut; i Spider Rico, el primer oponent de Rocky en la pel·lícula original. La pel·lícula també conté moltes referències a personatges i objectes de pel·lícules anteriors de la saga, especialment la primera.
La pel·lícula va ser estrenada el 20 de desembre del 2006, 30 anys després de l'estrena de Rocky (1976), per Metro-Goldwyn-Mayer, Columbia Pictures i Revolution Studios, i va superar les expectatives de taquilla amb una reacció de la crítica especialment positiva. Es va llançar en diversos formats, i les vendes de DVD han superat els 34 milions de dòlars. La van seguir la pel·lícula Creed del 2015, dirigida per Ryan Coogler, i el seguiment del novembre del 2018, titulat Creed II, dirigit per Steven Caple Jr.